# Moisés Castillo Ocaña
Moisés Castillo Ocaña (La Chorrera, 18 de diciembre de 1899 - 22 de julio de 1974) fue un escritor y poeta panameño. Fue el creador del Concurso Nacional de Literatura Ricardo Miró, que premia a los mejores exponentes literarios de Panamá.

## Biografía
Cursó sus estudios primarios y secundarios en su ciudad natal y vivió gran parte de su vida en La Chorrera, donde fungió como administrador público y fue miembro del Ayuntamiento Provincial de Panamá. Fue corresponsal del diario La Nación, donde publicó varias poesías y prosas a partir de 1921. En 1942 se convirtió en dueño del periódico literario Miscelánea.
Su desarrollo como prosista inició en 1937, cuando escribió junto con su hermano Félix Ricaurte Castillo el libro Fiestas escolares, premiado con diploma de honor en un concurso literario en Cuba. Posteriormente, escribió el libro de poemas Romances de mi tierra (1939), obteniendo una mención honorífica en el concurso de la Biblioteca Santiago Alvarez de Matanzas (1940). También en 1940 fue premiado por el gobierno panameño por Himno de la paz en un concurso literario convocado por la VIII Conferencia Panamericana de Lima. En 1950 fue homenajeado por el gobierno panameño.

## Obras
- Breviario lírico (1925)
- Fiestas escolares (1927)
- Sendas hermanas (1932)
- Romances de mi tierra (1939)
- Allá onde uno (1946)
- Escena y lectura (verso y prosa) (1949)
- La canción del camino (1954)
- Los caminos del agro (1960)